# Guledgudda
Guledgudda (o Guledgarh, Guledgudd, Guledgud) è una città dell'India di 33.991 abitanti, situata nel distretto di Bagalkot, nello stato federato del Karnataka. In base al numero di abitanti la città rientra nella classe III (da 20.000 a 49.999 persone).

## Geografia fisica
La città è situata a 16° 3' 0 N e 75° 47' 60 E e ha un'altitudine di 515 m s.l.m..

## Società

### Evoluzione demografica
Al censimento del 2001 la popolazione di Guledgudda assommava a 33.991 persone, delle quali 17.021 maschi e 16.970 femmine. I bambini di età inferiore o uguale ai sei anni assommavano a 4.097, dei quali 2.122 maschi e 1.975 femmine. Infine, coloro che erano in grado di saper almeno leggere e scrivere erano 22.309, dei quali 13.013 maschi e 9.296 femmine.